# István Várdai
István Várdai (né à Szabolcs, Hongrie, vers 1425, et mort à Kalocsa entre le 22 et le 26 février 1471) est un cardinal hongrois du XVe siècle. 

## Repères biographiques
Várdai étudie à Ferrare. Il est chanoine et prévôt à Eger et vice-chancelier et chancelier du royaume de Hongrie. En 1457 il est nommé archevêque de Kalocsa.
Le pape Paul II le crée cardinal lors du consistoire du 18 septembre 1467.  